# Grallaria alleni
Grallaria alleni là một loài chim trong họ Grallariidae.